# Roberto Speranza
Roberto Speranza (Potenza, 4 gennaio 1979) è un politico italiano, dal 5 settembre 2019 al 22 ottobre 2022 ministro della salute nei governi Conte II e Draghi.
È iscritto al Partito Democratico, in cui è stato segretario regionale nella Basilicata, oltre che capogruppo alla Camera dei deputati nella XVII legislatura dal 19 marzo 2013 al 15 aprile 2015. Dal 7 aprile 2019 al 10 giugno 2023 è stato il segretario di Articolo Uno, partito di cui è stato prima coordinatore nazionale (dal 2017 al 2019) e ancor prima fondatore.

## Biografia
Nasce il 4 gennaio 1979 a Potenza, in una famiglia socialista; i suoi genitori sono originari di Rivello (comune nel quale suo padre Michele Speranza è stato sindaco). Ha un fratello nato in Inghilterra, Peter, uno zio imprenditore del settore alberghiero e un cugino che è stato collaboratore del primo ministro inglese laburista Gordon Brown.
Studia al liceo scientifico Galileo Galilei del capoluogo lucano, per poi trasferirsi a Roma e laurearsi negli anni 2000 con 110 e lode in scienze politiche alla LUISS Guido Carli, conseguendo successivamente anche un dottorato di ricerca in storia dell'Europa mediterranea. Dal 2000 al 2001 grazie al programma Erasmus si trasferisce in Danimarca per frequentare l'Università di Copenaghen e nel 2005 si trasferisce a Londra per iscriversi alla London School of Economics.
Dal 2015 Speranza è sposato con Rosangela Cossidente, partner da quando aveva 16 anni. Hanno avuto due figli: Michele Simon ed Emma Iris.

## Attività politica

### Gli inizi
Dopo aver iniziato la sua attività politica nel movimento studentesco, ed essere stato militante fin da quando aveva 14 anni, divenendo pure presidente dell'associazione di scienze politiche (ASP) della LUISS Guido Carli, fino ad arrivare all'incarico di segretario regionale, nel 2005 è stato eletto nell'esecutivo nazionale della Sinistra Giovanile, movimento giovanile del Partito Democratico della Sinistra, prima, e dei Democratici di Sinistra (DS) dopo.
Alle elezioni amministrative del 2004 si candida al consiglio comunale di Potenza, tra le liste dei DS a sostegno del candidato sindaco del centro-sinistra Vito Santarsiero, venendo eletto consigliere comunale a soli 25 anni.
A marzo 2007 viene eletto presidente nazionale della Sinistra Giovanile dagli oltre 400 delegati riuniti a Roma. Nell'ottobre dello stesso anno viene nominato nella costituente nazionale del Partito Democratico.
A febbraio 2008 viene nominato dal segretario del Partito Democratico Walter Veltroni nel comitato nazionale dei Giovani Democratici, con il compito di dar vita alla nuova organizzazione giovanile del Partito Democratico.

### Assessore e segretario regionale del PD lucano
Nel 2009 viene nominato dal neo-rieletto sindaco di Potenza Santarsiero assessore all'urbanistica nella sua giunta comunale, ruolo che ricopre fino al 25 maggio 2010.
Alle elezioni primarie del PD nel 2009 sostiene la mozione di Pier Luigi Bersani, ex ministro dello sviluppo economico nel secondo governo Prodi (che risulterà vincente con il 53% dei voti), candidandosi assieme a Salvatore Adduce quale espressione locale della "mozione Bersani" alla segreteria del PD lucano, venendo eletto il 9 novembre 2009 segretario regionale del PD nella Basilicata, prevalendo sui contendenti Erminio Restaino e Sabino Altobello, aderenti rispettivamente alla "mozione Franceschini" e alla "mozione Marino".

### Capogruppo PD alla Camera dei deputati

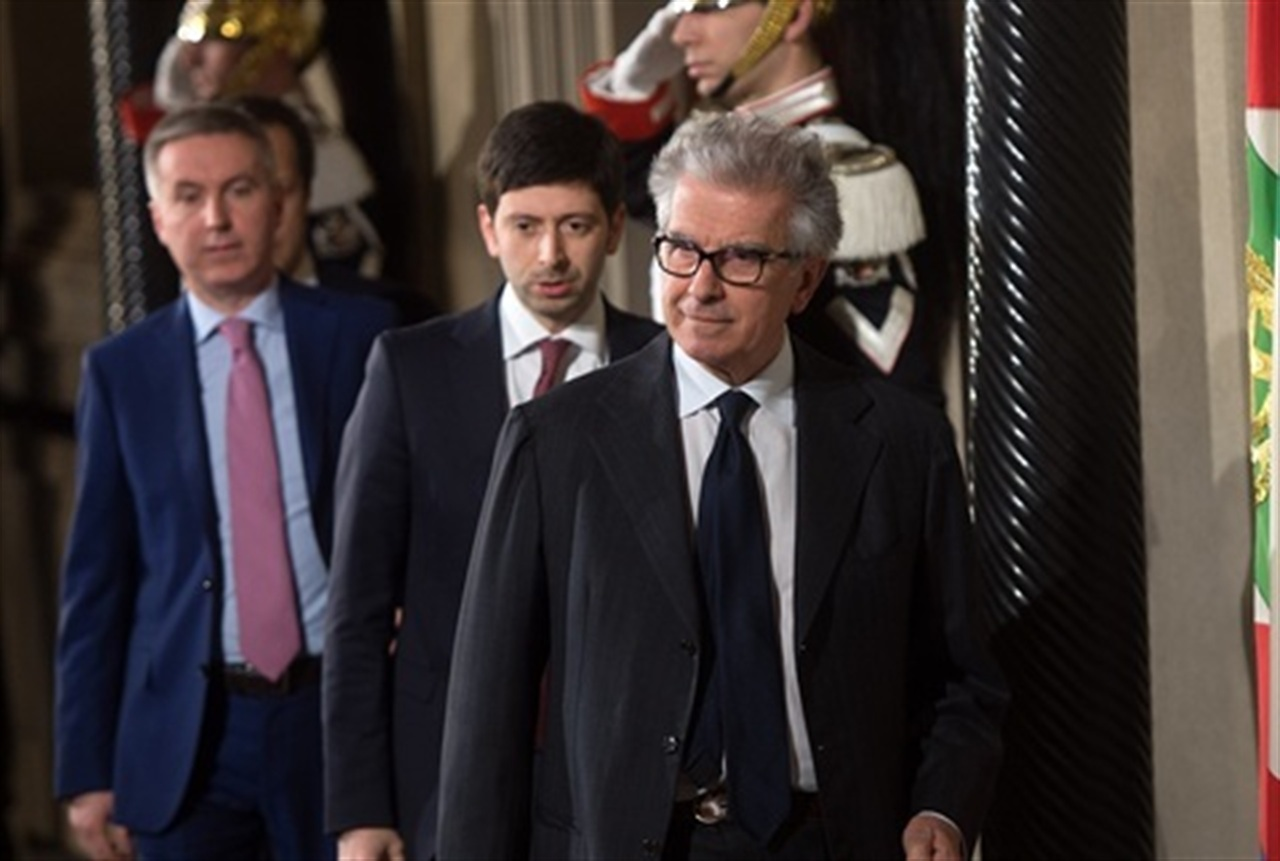
Roberto Speranza assieme a Luigi Zanda e Lorenzo Guerini durante le consultazioni del 2014.

Dopo aver sostenuto la mozione di Bersani anche alle primarie "Italia. Bene Comune" per la scelta del candidato Presidente del Consiglio del centro-sinistra (novembre-dicembre 2012), è stato scelto da Bersani come coordinatore delle primarie "Parlamentarie" indette dal PD per la scelta dei candidati alle successive elezioni politiche del 2013, e viene candidato come capolista alla Camera dei deputati nella circoscrizione Basilicata, dove viene eletto deputato.
Il 19 marzo 2013 è stato eletto capogruppo alla Camera dei Deputati per il Partito Democratico. L'elezione è avvenuta a scrutinio segreto su richiesta del collega deputato Luigi Bobba; Speranza ha ottenuto 200 voti su 297 tra i deputati democratici, le nulle sono state una trentina e le bianche 53.
Alle primarie PD del 2013 appoggia, assieme ai "bersaniani" (Ugo Sposetti, Vannino Chiti, Flavio Zanonato ed Enrico Rossi), la candidatura di Gianni Cuperlo, ex segretario della Federazione Giovanile Comunista Italiana e della Sinistra Giovanile, considerato vicino a Massimo D'Alema, ma che risulterà perdente, arrivando secondo al 18,21% dei voti contro il 53,23% dei voti dell'allora sindaco di Firenze Matteo Renzi.
Il 15 aprile 2015, al programma Mezz'ora in più di Lucia Annunziata, annuncia di rassegnare le dimissioni da capogruppo PD alla Camera, in polemica con la gestione di Matteo Renzi del partito, oltre che in dissenso con la decisione del governo Renzi di porre il voto di fiducia sulla nuova legge elettorale: l'Italicum, senza la possibilità di modificarla. Le dimissioni avvengono il 16 giugno, dopo l'esito deludente del PD alle elezioni regionali di quell'anno, giorno che vede succedergli in quel ruolo Ettore Rosato, suo vice-capogruppo vicario in area Franceschiniana-Renziana.

### Opposizione nel PD a Matteo Renzi
Dopo le dimissioni da Capogruppo PD alla Camera, diventa uno dei principali leader della "minoranza Dem" (opposizione interna alla maggioranza di Matteo Renzi nel PD), dove critica le scelte di Renzi nella gestione del partito, nell'azione del suo esecutivo e il suo barcamenarsi in entrambi i ruoli, soprattutto dopo il risultato disastroso del PD alle elezioni amministrative del 2016 (in particolare a Roma, Milano, Napoli e Torino).
In vista del referendum del 4 dicembre 2016 sulla riforma costituzionale Renzi-Boschi, afferma che avrebbe votato "No" e sostenne la relativa campagna elettorale, contro il suo partito guidato dal Presidente del Consiglio Renzi, di cui ritiene anche sbagliata la scelta di personalizzare il quesito referendario.
In vista delle imminenti primarie del PD, durante la manifestazione "L'Italia prima di tutto", si candida come segretario del Partito Democratico contro quella del segretario uscente Renzi, annunciando: "Guardando al sistema di potere di Renzi qualcuno penserà Davide contro Golia? Accetto la sfida e sono ottimista perché non sono solo".

### Coordinatore e Segretario di Articolo Uno

#### In vista delle politiche 2018
Il 20 febbraio 2017 abbandona il Partito Democratico insieme ad altri esponenti della "minoranza Dem", tra cui Massimo D'Alema e anche l'ex segretario Pier Luigi Bersani, a causa di un acceso dibattito con la maggioranza per la linea attuata dal partito sotto la segreteria di Matteo Renzi. Cinque giorni dopo, assieme a D'Alema, Bersani, Arturo Scotto, Guglielmo Epifani, Enrico Rossi e Vasco Errani crea un nuovo partito chiamato (allora) Articolo 1 - Movimento Democratico e Progressista, formato da parlamentari fuoriusciti dal Partito Democratico e da Sinistra Italiana, e nell'aprile 2017 ne diventa coordinatore nazionale.
Nonostante la scissione, MDP appoggia il governo Gentiloni, dove esprime il viceministro dell'Interno Filippo Bubbico, fino a quando Speranza ne annuncia la sua uscita dopo l'approvazione della legge elettorale Rosatellum con voto di fiducia (anche se de facto ne appoggia esternamente), rompendo definitivamente con Campo Progressista e il voler proseguire per la loro strada.
Alle elezioni politiche del 2018 viene ricandidato alla Camera nel collegio uninominale Basilicata - 01 (Potenza) per Liberi e Uguali (LeU), lista elettorale guidata dal presidente del Senato uscente Pietro Grasso, dove ottiene il 6,87% dei voti ma viene sconfitto, giungendo infatti quarto dietro al candidato del Movimento 5 Stelle Salvatore Caiata (42,08%), all'esponente del centro-destra in quota Noi con l'Italia-UDC Nicola Benedetto (24,51%) e del centro-sinistra, in quota Civica Popolare Guido Viceconte (22,04%). Viene comunque rieletto deputato alla Camera, in virtù della candidatura nella circoscrizione Toscana. Nella XVIII legislatura della Repubblica è componente della 1ª Commissione Affari Costituzionali.

#### Elezioni europee del 2019

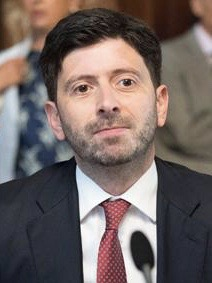
Speranza nel 2019.

Il 22 luglio 2018 è stato rieletto, all'unanimità dall'assemblea politico programmatica, coordinatore nazionale di Articolo Uno, e il successivo 7 aprile 2019 ne diventa il segretario. Nello stesso periodo, a meno di un anno dalla sua fondazione, Articolo Uno abbandona il progetto di LeU il 10 novembre 2018, dove Speranza con i coordinatori del partito affermano: «Vogliamo costruire una nuova forza della sinistra italiana e, allo stesso tempo, offrire il nostro contributo per riorganizzare, in modo plurale, il campo dell'alternativa alla destra in Italia e in Europa».
In vista delle elezioni europee del 2019 per il rinnovo del Parlamento europeo, stringe un'alleanza con il Partito Democratico di Nicola Zingaretti, neo-segretario del PD, candidando nella sua lista elettorale con il manifesto politico di Carlo Calenda "Siamo Europei" (PD-Siamo Europei) gli esponenti di Articolo Uno Maria Cecilia Guerra e Massimo Paolucci.

#### Rielezione al Congresso
In vista del secondo congresso di Articolo Uno da tenersi il 23 e 24 aprile 2022 a Roma, deposita presso la commissione congressuale nazionale la mozione «È il tempo della sinistra», che, oltre a dedicare il congresso a Guglielmo Epifani (deputato di Art. 1 scomparso il 7 giugno precedente), propone la sua rielezione a Segretario. Nella seconda, e conclusiva, giornata del congresso viene riconfermato segretario di Articolo Uno, dove nel suo discorso cita Enrico Berlinguer, Norberto Bobbio e Alfredo Reichlin, e ribadisce l'intenzione di proseguire con l'alleanza del PD e centro-sinistra alleato con il Movimento 5 Stelle in vista delle prossime elezioni politiche.

### Ministro della Salute
Con la decisione del gruppo parlamentare Liberi e Uguali di sostenere il nuovo esecutivo con Partito Democratico e Movimento 5 Stelle, il 4 settembre 2019 Speranza viene designato quale Ministro della Salute dal Presidente del Consiglio incaricato Giuseppe Conte, in rappresentanza di LeU, prestando il giorno successivo, il 5 settembre 2019, giuramento nelle mani del Presidente della Repubblica Sergio Mattarella. Il primo provvedimento per il quale si è battuto da ministro è stata l'abolizione del Superticket, effettiva da settembre 2020.
Il 13 febbraio 2021 viene confermato Ministro della Salute nel Governo Draghi, e in seguito alle critiche ricevute dal segretario federale della Lega Matteo Salvini, Mario Draghi afferma di averlo voluto personalmente come Ministro della Salute e di averne profonda stima.
Il 28 aprile 2021 vengono presentate al Senato della Repubblica tre mozioni di sfiducia nei suoi confronti: una da parte di Fratelli d'Italia, una da parte di Gianluigi Paragone di Italexit e una da parte dell'ex componente del Movimento 5 Stelle Mattia Crucioli. Tutte e tre le mozioni sono state però respinte dalla maggioranza dei senatori. Nel suo intervento in aula Speranza ha detto che «in un grande paese non si fa politica su una grande epidemia».
Ad aprile 2022 propone un decreto interministeriale per il bonus psicologo, un contributo di massimo 600 euro per accedere alle sedute di psicoterapia (destinato solo a chi ha un reddito inferiore a 50 mila euro).

#### Gestione della pandemia di COVID-19
Da Ministro della Salute Speranza si è trovato ad affrontare, dopo diversi mesi dal suo insediamento, l'emergenza sanitaria causata dalla pandemia di COVID-19 e trovandosi in prima linea a fronteggiare la relativa campagna di vaccinazione.

##### 2020-2021

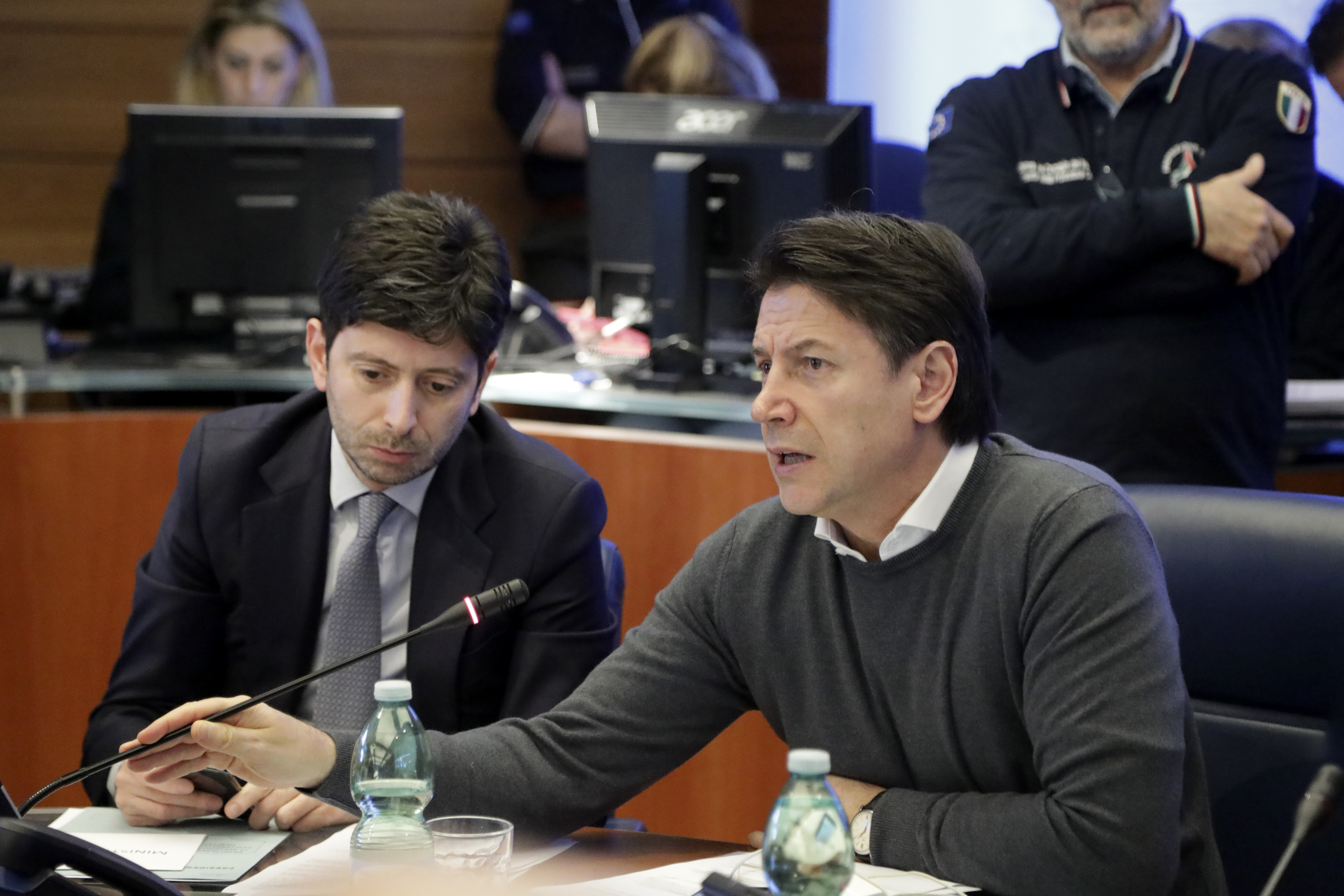
Il ministro Speranza e Giuseppe Conte durante la crisi

Il 30 gennaio 2020 il Consiglio dei Ministri decreta lo stato di emergenza sanitario nazionale della durata di sei mesi, per il rischio connesso alla diffusione del virus in Cina e contemporaneamente emana un'ordinanza di chiusura degli aeroporti a tutti i voli provenienti dalla Cina.
A seguito della diffusione del virus nel Nord Italia, con più di 150 casi accertati, il 22 febbraio il Consiglio dei ministri ha annunciato un provvedimento per contenere l'epidemia di COVID-19, istituendo una "zona rossa" a Codogno nel Lodigiano e a Vo' in provincia di Padova comprendente 11 diversi comuni del Nord Italia. Le scuole sono state successivamente chiuse, con ordinanza del Ministro presa d'intesa coi Presidenti delle regioni interessate in Lombardia, Veneto, Emilia-Romagna, Piemonte e Friuli-Venezia Giulia.
Il 24 febbraio, Speranza ha nominato Walter Ricciardi, membro del comitato esecutivo dell'Organizzazione mondiale della sanità (OMS) ed ex presidente dell'Istituto superiore di sanità (ISS), come consigliere speciale per le relazioni tra l'Italia e le organizzazioni sanitarie internazionali e per la gestione della crisi.
Nelle prime ore dell'8 marzo, il Presidente del Consiglio Conte ha emesso un nuovo decreto che prevedeva la limitazione agli spostamenti interni e il quasi totale divieto di uscita da una zona di sicurezza costituita dalla Lombardia e dalle province di Modena, Parma, Piacenza, Reggio Emilia, Rimini, Pesaro e Urbino, Alessandria, Asti, Novara, Verbano Cusio Ossola, Vercelli, Padova, Treviso e Venezia. Le nuove misure introdotte, giustificate con l'aumento dei casi di COVID-19 nei territori di riferimento, imponevano limitazioni all'attività di esercizi commerciali e bar, una riduzione degli spostamenti esterni al territorio dei comuni di residenza per i cittadini non in possesso dei requisiti di urgenza legati a necessità lavorative, sanitarie o personali (da testimoniare con autocertificazione) e il divieto assoluto di uscita da casa per i cittadini in quarantena. La sera del giorno successivo, il governo ha annunciato l'estensione delle misure a tutto il territorio nazionale a seguito dell'accertamento di casi in tutta Italia.
Il 7 luglio 2020 ordina la sospensione per una settimana dei voli provenienti dal Bangladesh, dopo aver discusso del provvedimento in Consiglio dei ministri con il Ministro degli Affari Esteri Luigi Di Maio. La decisione è stata presa dopo che nei giorni precedenti erano stati confermati altri casi di positività di passeggeri provenienti dal Bangladesh (per un totale di 39), e che il 6 luglio, sull'ultimo aereo arrivato a Roma da Dacca, era stato accertato «numero significativo di casi positivi alla COVID-19». Il successivo 16 luglio firma una ordinanza che vieta l'ingresso e il transito in Italia per chi nei quattordici giorni precedenti al suo arrivo ha soggiornato o è transitato in Serbia, Montenegro e Kosovo attraverso qualsiasi mezzo di trasporto, paesi in cui, secondo il ministero, «la circolazione del virus è ancora elevata».
Il 16 agosto 2020, dopo un aumento quotidiano dei casi, vengono chiuse tutte le discoteche e locali notturni del Paese e viene imposto di indossare la mascherina all'aperto in alcune zone, considerate a rischio di affollamento.
Durante la pandemia ha scritto un libro intitolato "Perché guariremo", che al momento dell'uscita è stato ritirato dalle librerie in concomitanza di un aumento generalizzato dei contagi.

##### 2021-2022

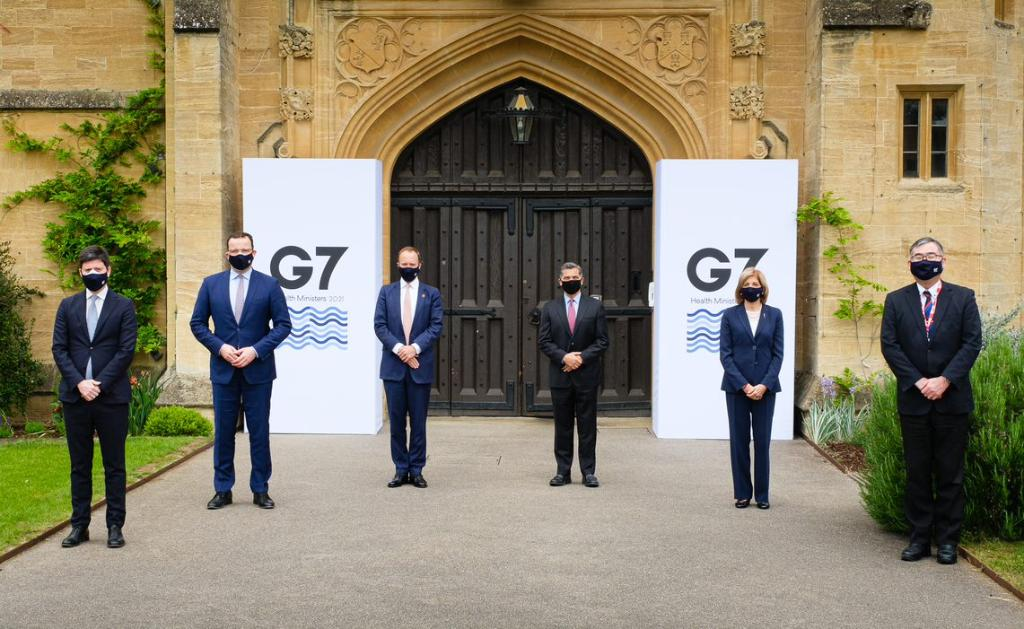
Roberto Speranza al G7 della Salute del 2021

Il 14 febbraio 2021, in seguito al parere contrario da parte del Comitato tecnico scientifico (CTS) a causa della preoccupante diffusione delle varianti di SARS-CoV-2, firma un'ordinanza che prevede che gli impianti sciistici di tutta Italia rimarranno chiusi fino al 5 marzo, cosa che provoca la rabbia e frustrazione dei gestori degli impianti, oltre alle proteste di molti operatori e lo sdegno di molti amministratori locali come i presidenti di Regione del Piemonte Alberto Cirio e quello della Lombardia Attilio Fontana, dove nel comunicato diffuso ha detto che il «governo si impegna a compensare al più presto gli operatori del settore con adeguati ristori».
Il 16 aprile 2021, durante una conferenza stampa con il Presidente del Consiglio Mario Draghi, viene annunciato che dal 26 aprile saranno allentate le restrizioni, consentendo la riapertura di bar e ristoranti.
Il 28 settembre 2021 emette un'ordinanza che permetterà, in via sperimentale, di viaggiare per motivi turistici in alcuni paesi al di fuori dell'UE senza l'obbligo di quarantena al rientro dalle vacanze. Le mete coinvolte da quelli che il suo dicastero ha definito "corridoi turistici Covid-free" sono sei: Aruba, Maldive, Mauritius, Seychelles, Repubblica Dominicana ed Egitto (solo Sharm El Sheikh e Marsa Alam).
Il 26 novembre 2021 Speranza firma un'ordinanza «che vieta l'ingresso in Italia a chi negli ultimi 14 giorni è stato in Sudafrica, Lesotho, Botswana, Zimbabwe, Mozambico, Namibia, Eswatini», parallelamente all'UE che annuncia un blocco temporaneo dei voli dagli stessi sette paesi, preoccupato per la nuova variante Omicron.

##### Campagna vaccinale contro la COVID-19

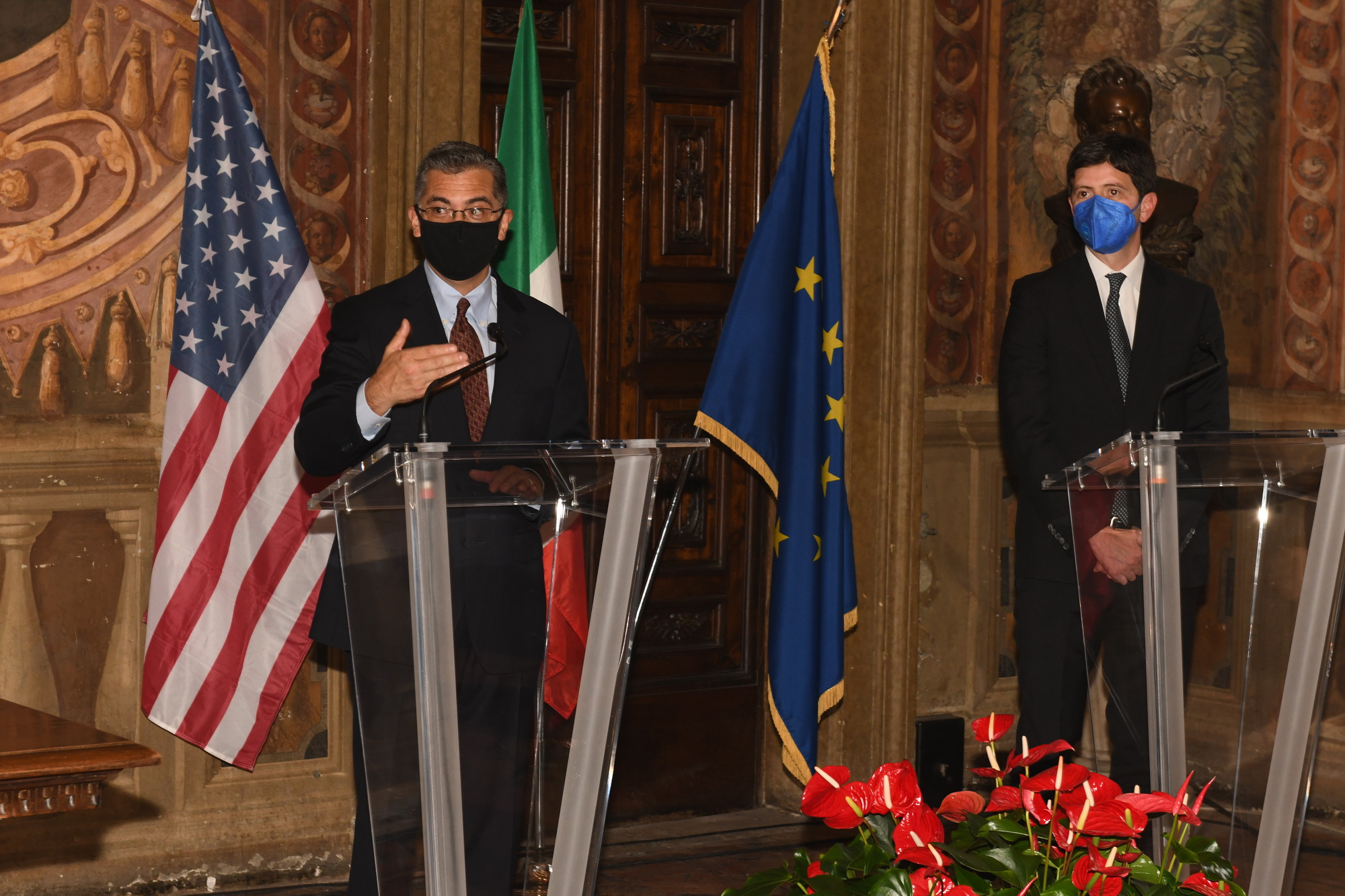
Roberto Speranza con il segretario della salute e dei servizi umani statunitense Xavier Becerra nel 2021

Il 7 marzo 2021, intervenendo nella trasmissione di Rai 3 in Mezz'ora in più di Lucia Annunziata annuncia che il vaccino contro il coronavirus di AstraZeneca potrà essere somministrato anche a chi più di 65 anni, affermando che "ci sono nuove evidenze" circa l'efficacia del vaccino anche tra i più anziani, che non erano ancora completamente disponibili nel momento in cui l'Agenzia Italiana del Farmaco (AIFA) ne aveva consigliato l'uso fino ai 55 anni, e in un secondo momento fino ai 65 anni.
Il 23 novembre 2021, tramite circolare firmata dal direttore generale della Prevenzione sanitaria del ministero della Salute Giovanni Rezza, decide in concomitanza col governo che l'intervallo minimo per la somministrazione del richiamo della vaccinazione contro il coronavirus passerà da 6 a 5 mesi (150 giorni) dal completamento del primo ciclo di vaccinazione, che riguarderà sia chi ha ricevuto due dosi del vaccino di Pfizer-BioNTech, Moderna o AstraZeneca, sia chi ha ricevuto il vaccino monodose Johnson & Johnson, sviluppato da Janssen Pharmaceutica.

### Rielezione a deputato e ritorno nel PD
In vista delle elezioni politiche anticipate del 2022 aderisce alla lista elettorale Partito Democratico - Italia Democratica e Progressista, venendo ricandidato alla Camera come capolista nel collegio plurinominale Campania 1 - 01 in quota Articolo Uno, venendo rieletto deputato. Nella XIX legislatura è componente della 7ª Commissione Cultura, scienza e istruzione.
Il 10 giugno 2023, all'assemblea nazionale di Articolo Uno a Napoli, annuncia il suo scioglimento come partito e la confluenza nel Partito Democratico di Elly Schlein, divenendo un’associazione politico-culturale.
In vista delle elezioni regionali in Basilicata del 2024 viene ventilata la sua candidatura a capo della coalizione di centrosinistra, che tuttavia Speranza declina, tra le altre cose a causa delle minacce di morte ricevute da persone contrarie alla campagna vaccinale contro il Covid-19.

## Procedimenti giudiziari
Il 1º marzo 2023 Speranza risulta tra gli indagati dalla procura di Bergamo per i fatti legati alla gestione della prima ondata della pandemia di COVID-19 nel Bergamasco, ma la sua posizione viene archiviata sia dal tribunale dei ministri di Brescia che di Roma.

## Posizioni e idee politiche
Speranza è considerato uno dei membri più in vista della sinistra in Italia, dichiara di essere socialista, progressista ed ecologista, basandosi su valori di uguaglianza, giustizia sociale, laicità e non-violenza.
Sostenitore dell'integrazione europea, considera fondamentale la necessità di rifondare l'Europa perché questa diventi più giusta, democratica e solidale, per evitare che prevalgano invece nazionalismi e sovranismi.
Particolarmente attento agli investimenti su istruzione pubblica e sanità, sostiene la necessità di una riforma del Servizio Sanitario Nazionale secondo un modello di sanità circolare e territoriale, che preveda una più ampia integrazione dell'assistenza domiciliare.
Si dichiara a favore dei matrimoni gay, crede ci debba essere una completa equiparazione tra matrimoni eterosessuali e matrimoni omosessuali, ritiene fondamentale l'integrazione dell'adozione del figlio del partner e non esclude un progetto per l'adozione per le coppie omosessuali.

## Opere
- Perché guariremo: Dai giorni più duri a una nuova idea di salute, Feltrinelli, 2020, ISBN 9788858841860. (libro ritirato subito dopo l'uscita)
- Perché guariremo. Dai giorni più duri a una nuova idea di salute. Ediz. ampliata, Solferino, 2024, ISBN 9788828214427.